# قرار مجلس الأمن التابع للأمم المتحدة رقم 1833
قرار مجلس الأمن التابع للأمم المتحدة رقم 1833 المتخذ بالإجماع في 22 سبتمبر 2008.

## القرار
وإدراكًا للحاجة إلى كبح جماح عودة حركة طالبان وتجارة المخدرات مع تقليل الخسائر المدنية في أفغانستان، قرر مجلس الأمن تمديد ولاية القوة الدولية للمساعدة الأمنية (إيساف) في البلد لمدة 12 شهرًا.
ووفقًا للقرار 1833 (2008)، الذي تم تمريره بالإجماع بموجب الفصل السابع الملزم من ميثاق الأمم المتحدة، فإن التمديد سيطبق لمدة عام واحد بعد 13 أكتوبر / تشرين الأول 2008، عندما تنتهي صلاحية الولاية الحالية. ودعا المجلس في القرار الدول الأعضاء إلى المساهمة بالأفراد والمعدات والموارد الأخرى للقوة الدولية والصندوق الاستئماني ذي الصلة.
وبالإضافة إلى ذلك، شجع المجلس القوة الدولية والشركاء الآخرين على التعجيل بإحراز تقدم في تعزيز قطاع الأمن الوطني الأفغاني حتى يتمكن من ضمان سيادة القانون في جميع أنحاء البلد.
وعقب تمرير القرار، أعرب ممثل ليبيا عن أمله في أن يساعد القرار شعب وحكومة أفغانستان في سعيهما لتحقيق الأمن، لكنه أعرب أيضًا عن قلقه من حجم الخسائر المدنية في أفغانستان وأكد مجددًا أن الكفاح من أجل دحر الإرهاب لم يبرر مثل هذه الوفيات. وحث القوة الدولية على حماية المدنيين وحقوقهم، وطالب بمحاكمة من أساءوا إلى المدنيين. كما شدد على أن الإرهاب لن يقهر بالقوة وحدها.

## روابط خارجية
- نص القرار في undocs.org